# TF-METAL
株式会社TF-METAL（ティーエフメタル）は、静岡県湖西市に本社を置く、日本の自動車部品メーカー。

## 概要
2017年に、富士機工（現・ジェイテクトコラムシステム）のシート事業を分割し、設立された。
母体である富士機工時代からタチエスグループの一員であり、主に日産自動車向けに自動車のシート部品の開発・製造を手がけている。

## 沿革
- 2017年 - 富士機工のシート事業を親会社のタチエスが買収して創業・設立。

## 事業所
- 本社・新居事業所（静岡県湖西市）
- 竜洋事業所（静岡県磐田市）
- 株式会社TF-METAL磐田（同上）
- 株式会社TF-METAL九州（大分県中津市）
- 株式会社TF-METAL東三河 （愛知県新城市）